# Печкес
Печке́с (рос. Печкес, удм. Печкес) — присілок в Малопургинському районі Удмуртії, Росія.
Урбаноніми:
- вулиці — Нагірна, Пушкінська

## Населення
Населення — 17 осіб (2010; 16 в 2002).
Національний склад станом на 2002 рік:
- удмурти — 100 %